# Mroczno
Mroczno ist eine Landgemeinde im Powiat Nowomiejski der Woiwodschaft Ermland-Masuren in Nordpolen. Seit einer Verwaltungsreform im Jahre 1999 gehört Mroczno zu den 19 Ortschaften der Gmina Grodziczno.

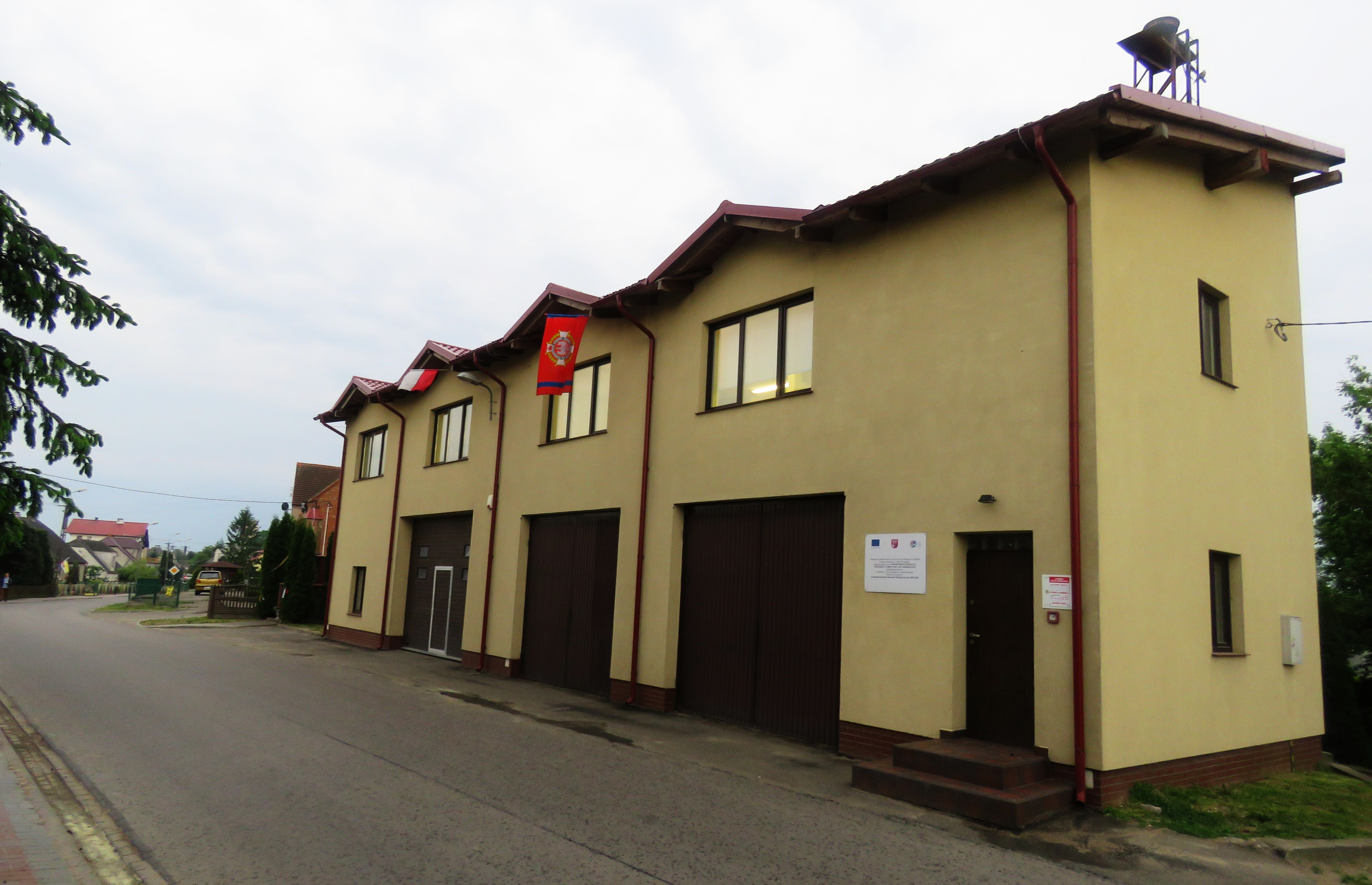
Station der Freiwilligen Feuerwehr und Dorfgemeinschaftshaus

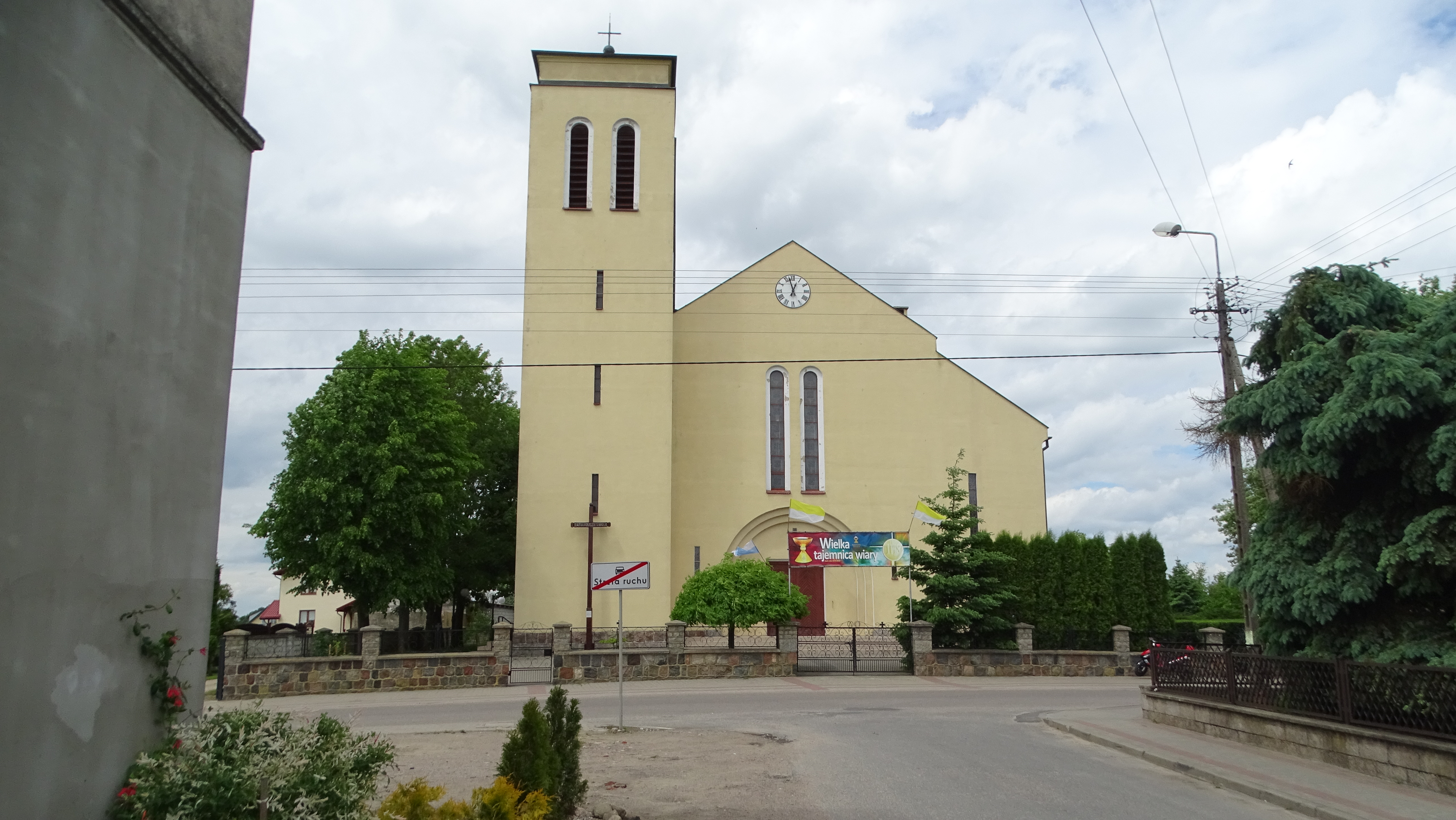
Römisch-katholische Pfarrkirche des Heiligen Herzens Jesu

## Geographische Lage
Mroczno liegt 13 km nordwestlich von Lidzbark und 17 km südwestlich von Lubawa. Aus südwestlicher Richtung kommend liegt Mroczno etwa 8 km von Grodziczno entfernt. Die Bezirkshauptstadt Nowe Miasto Lubawskie liegt 11 km nordwestlich. Die nächsten Dörfer sind Boleszyn (3,5 km) im Süden, Mroczenko (3,6 km) im Norden, Trzcin (3,6 km) im Osten und Sugajenko (4,3 km) im Westen. Die nächsten großen Städte sind Olsztyn im Osten und Toruń im Westen. Die regionale Hauptstadt Olsztyn der Woiwodschaft Ermland-Masuren ist etwa 72 km entfernt. Die römisch-katholische Pfarrei in Mroczno gehört dagegen zur Diözese Toruń.

## Geschichte

### Ortsgeschichte
Die Ursprünge des Ortes reichen bis ins Mittelalter zurück. Der Name des Dorfes erscheint zum ersten Mal in Urkunden als Morocza (1335). Später finden sich die Namen Mroczna (1338), Mroczni (1348) und Moschen (1400). Nach 1570 sind auch die Namen Grosse Moschen, Gross Mroszno, Mrotschno und Gross Mrotschno zu finden. Von 1818 bis 1920 gehörte Mroczno zum Landkreis Neumark (Westpreußen) im preußischen Regierungsbezirk Marienwerder. Nach Inkrafttreten des Versailler Vertrages zum 10. Januar 1920 gelangte der Landkreis Neumark an die Republik Polen. Mroczno wurde zu einer eigenständigen Gmina (Gemeinde) erklärt und dem Powiat Lubawa zugeordnet. Mit dem Ende des Zweiten Weltkrieges (1939–1945) gelangte das Gebiet dann an die Volksrepublik Polen. Die Gmina Mroczno wurde um die Dörfer Boleszyn und Kowaliki erweitert. Im Jahr 1955 wurde das Powiat Lubawa in das Powiat Nowe Miasto Lubawskie umgewandelt. Die Gmina Mroczno wurde von 1955 bis 1972 als Gromada Mroczno bezeichnet. Mit der Eingemeindung in die Gmina Grodziczno im Jahr 1972 verlor Mroczno den Status einer eigenständigen Gemeinde (Gmina). Seit 1989 gehört Mroczno zur Dritten Polnischen Republik. Nach der Gemeindereform im Jahre 1999 gehört Mroczno weiterhin zur Gmina Grodziczno.

### Demographie
Mroczno ist der bevölkerungsreichste Ort in der Gmina Grodziczno (Stand 2021):
| Jahr | Einwohnerzahl | Anmerkungen                                  |
| ---- | ------------- | -------------------------------------------- |
| 1885 | 0907          | Quelle: Familienforschung in Westpreußen.    |
| 1905 | 1270          | Quelle: Familienforschung in Westpreußen     |
| 1910 | 1339          | Quelle: Gemeindeverzeichnis Deutschland 1900 |
| 2005 | 1189          | Quelle: Ludność Gminy – Gmina Grodziczno.    |
| 2009 | 1165          | Quelle: Ludność Gminy – Gmina Grodziczno.    |
| 2013 | 1162          | Quelle: Ludność Gminy – Gmina Grodziczno.    |
| 2017 | 1178          | Quelle: Ludność Gminy – Gmina Grodziczno.    |
| 2020 | 1156          | Quelle: Ludność Gminy – Gmina Grodziczno     |
| 2021 | 1135          | Quelle: Ludność Gminy – Gmina Grodziczno     |

## Religionen

### Römisch-katholische Kirchengemeinde
Die Pfarrei in Mroczno ist mittelalterlich. Sie wurde von den Bischöfen von Chełmno kurz nach 1260 gegründet. Die erste Erwähnung stammt aus dem Jahr 1335, als in einer Quelle der Pfarrer Mikołaj, Kaplan und Sekretär von Bischof Otto (1323–1349), erwähnt wird. Das Dorf Mroczno und seine Kirche erlitten im Hungerkrieg von 1414 große Verluste. Dennoch gelang es der Gemeinde, ihre Unabhängigkeit zu bewahren.
Die zweite Kirche im Dorf wurde 1589 dank der Bemühungen des damaligen Pfarrers Jana de Prasnica während der Zeit des Bischofs von Chełmno, Peter Kostka (1574–1595), erbaut. Die dritte Kirche in Mroczno wurde 1732 erbaut. Zu diesem Zweck wurden die Mittel des 1730 verstorbenen Bischofs Felix Ignaz Kretkowski (1723–1730) verwendet.
Die heutige Kirche wurde 1936 an der Stelle der abgerissenen Vorgängerkirche errichtet. Die neue Kirche in Mroczno trägt den Namen Heiliges Herz Jesu. Am 25. März 1992 wurde von Papst Johannes Paul II. eine neue Verwaltungsgliederung der polnischen Diözesen eingeleitet. Die Pfarrei Mroczno wurde in die Diözese Toruń eingegliedert.

### Die evangelische Kirche in der Region
Eine eigene evangelische Kirche gibt es in Mroczno selbst nicht. Historische Quellen weisen jedoch darauf hin, dass Mroczno lange Zeit zum Pfarrbezirk Neumark (dem heutigen Nowe Miasto Lubawskie) gehörte. Dort gibt es am Marktplatz noch Überreste der unter Denkmalschutz stehenden Evangelischen Kirche in Nowe Miasto Lubawskie. Die damalige evangelische Gemeinde wurde jedoch nach dem Ende des Zweiten Weltkrieges aufgelöst.

### Die jüdische Gemeinde in der Region
Eine Synagoge gibt es in Mroczno ebenfalls nicht. Historische Quellen weisen jedoch darauf hin, dass es im nahegelegenen Nowe Miasto Lubawskie (Neumark) einst eine Synagoge gab. Im Jahr 1905 bekannten sich etwa 8 % der Einwohner dort zum jüdischen Glauben.

## Verkehr
Mroczno verfügt über keinen eigenen Bahnhof.

## Sport
- Klub Sportowy Mroczno (Fußball)[12]